# Alejandra Chesta
Alejandra Ethel Chesta (Ceres, 19 marzo 1982) è un'ex cestista argentina con cittadinanza italiana.

## Carriera

### Club
La sua carriera cestistica inizia in patria con il Ceres Union Santa Fe dove gioca a livello giovanile dal 1987 al 1998.
Nel 1999 esordisce in Prima Squadra con la maglia del Club Atletico Velez Sarsfield dove resta sino al 2001, anno in cui si trasferisce al Club Atletico Lanus in cui rimane fino al 2003.
Dal 2003 al 2004 gioca in Brasile, prima al Sao Paulo e poi al Sao Bernardo.
Quindi si trasferisce in Europa dove gioca nel campionato spagnolo dal 2004 al 2006 prima al Dohindeu-Tarrega e poi al Set 96 Olesa.
Dal 2006 passa in Italia dove gioca per tre periodi separati alla Pallacanestro Napoli-Pozzuoli (dove subito nel 2007 ottiene la promozione in serie A1 vincendo la finale playoff contro la Libertas Basket Bologna), in alternanza alla Centro Pallacanestro Rende ed al Minibasket Battipaglia.
Nel 2011, prima di ritornare al Pozzuoli per l'ultima volta ha giocato in Argentina con l'Union de Sunchales.
A partire dall'estate del 2012 gioca in Sardegna con la maglia della Mercede Basket Alghero.
Dal luglio del 2013 è ritornata a giocare in Campania con il Basket Ariano Irpino restando in serie A2. Dopo una stagione a Cagliari è stata tesserata dalla Dike Basket Napoli  in serie A1

### Nazionale
Nel periodo compreso tra il 2002 ed il 2010, ha disputato 3 edizioni dei Campionati mondiali (2002 chiudendo al 10º posto, 2006 al 9º e nel 2010 al 14º posto), 2 dei Campionati americani (2003 e 2005, rispettivamente arrivando al 5º ed al 4º posto) ed una dei Giochi panamericani (2007 finendo al 6º posto).

## Palmarès
- Campionato italiano di Serie A2: 1
- Pozzuoli: 2006-07